# Davenia McFadden
Davenia McFadden (Abbeville, 21 febbraio 1961) è un'attrice statunitense.

## Filmografia

### Cinema
- Key Exchange, regia di Barnet Kellman (1985)
- Il mio nome è Remo Williams (Remo Williams: The Adventure Begins), regia di Guy Hamilton (1985)
- Scappiamo col malloppo (Quick Change), regia di Howard Franklin e Bill Murray (1990)
- Articolo 99 (Article 99), regia di Howard Deutch (1992)
- Buona fortuna, Mr. Stone (The Pickle), regia di Paul Mazursky (1993)
- Fresh, regia di Boaz Yakin (1994)
- Eddie - Un'allenatrice fuori di testa (Eddie), regia di Steve Rash (1996)
- Private Parts, regia di Betty Thomas (1997)
- Il matrimonio del mio migliore amico (My Best Friend's Wedding), regia di P.J. Hogan (1997)
- Gloria, regia di Sidney Lumet (1999)
- Biglietti... d'amore (Just the Ticket), regia di Richard Wenk (1999)
- Colpevole d'innocenza (Double Jeopardy), regia Bruce Beresford (1999)
- Destini incrociati (Random Hearts), regia di Sydney Pollack (1999)
- Focus, regia di Roger Roth (2001)
- Masked and Anonymous, regia di Larry Charles (2003)
- Testosterone, regia di David Moreton (2003)
- Killer Diller, regia di Tricia Brock (2004)
- American Gun, regia di Aric Avelino (2005)
- Smokin' Aces, regia di Joe Carnahan (2006)
- Smiley Face, regia di Gregg Araki (2007)
- Hachiko - Il tuo migliore amico (Hachi: A Dog's Tale), regia di Lasse Hallström (2009)
- Sound of My Voice, regia di Zal Batmanglij (2011)
- Viaggio in Paradiso (Get the Gringo), regia di Adrian Grunberg (2012)
- Bad Ass, regia di Craig Moss (2012)
- Effetti collaterali (Side Effects), regia di Steven Soderbergh (2013)
- Kiss Me, regia di Jeff Probst (2014)
- Joker - Wild Card (Wild Card), regia di Simon West (2015)

### Televisione
- Private Sessions, regia di Michael Pressman – film TV (1985)
- God Bless the Child, regia di Larry Elikann – film TV (1988)
- Kojak: Fatal Flaw, regia di Richard Compton – film TV (1989)
- ABC Afterschool Specials – serie TV, episodio 20x02 (1992)
- New York Undercover – serie TV, episodio 2x06 (1995)
- Cosby indaga (The Cosby Mysteries) – serie TV, episodio 1x16 (1995)
- The Rockford Files: Shoot-Out at the Golden Pagoda, regia di Tony Wharmby – film TV (1997)
- Ellen Foster, regia di John Erman – film TV (1997)
- Un detective in corsia (Diagnosis: Murder) – serie TV, episodio 5x21 (1998)
- Seinfeld – serie TV, episodio 9x19 (1998)
- Becker – serie TV, episodi 1x01-1x16 (1998-1999)
- E.R. - Medici in prima linea (ER) – serie TV, episodi 4x18-15x14 (1998-2009)
- Il tocco di un angelo (Touched by an Angel) – serie TV, episodio 5x23 (1999)
- Da un giorno all'altro (Any Day Now) – serie TV, episodio 2x16 (2000)
- Ally McBeal – serie TV, episodio 3x14 (2000)
- City of Angels – serie TV, episodio 1x07 (2000)
- American Tragedy, regia di Lawrence Schiller – film TV (2000)
- Settimo cielo (7th Heaven) – serie TV, episodi 4x19-6x02-6x12 (2000-2002)
- Stranger Inside, regia di Cheryl Dunye – film TV (2001)
- Squadra Med - Il coraggio delle donne (Strong Medicine) – serie TV, episodio 1x21 (2001)
- Tris di cuori (For Your Love) – serie TV, episodio 4x13 (2001)
- Taking Back Our Town, regia di Sam Pillsbury – film TV (2001)
- The American Embassy – serie TV, 6 episodi (2002)
- The Division – serie TV, episodio
- The Shield – serie TV, episodio 1x07 (2002)
- Giudice Amy (Judging Amy) – serie TV, episodio 4x12 (2003)
- Kingpin – miniserie TV, episodio 5 (2003)
- Gli ultimi ricordi (A Time to Remember), regia di John Putch – film TV (2003)
- The Bernie Mac Show – serie TV, episodio 3x04 (2003)
- CSI - Scena del crimine (CSI: Crime Scene Investigation) – serie TV, episodio 4x23 (2004)
- Dragnet – serie TV, episodio 2x09 (2004)
- Febbre d' amore (The Young and the Restless) – serial TV, 20 puntate (2004-2006)
- Malcolm (Malcolm in the Middle) – serie TV, episodio 6x12 (2005)
- Revelations – miniserie TV, episodi 3-4 (2005)
- Line of Fire – serie TV, episodio 1x11 (2005)
- Detective Monk (Monk) – serie TV, episodio 4x13 (2006)
- Senza traccia (Without a Trace) – serie TV, episodio 4x18 (2006)
- Close to Home - Giustizia ad ogni costo (Close to Home) – serie TV, episodio 2x02 (2006)
- The Riches – serie TV, 4 episodi (2007)
- The Game – serie TV, episodio 2x17 (2008)
- Il tempo della nostra vita (Days of Our Lives)  – serial TV, 1 puntata (2008)
- Cold Case - Delitti irrisolti (Cold Case) – serie TV, episodio 7x22 (2010)
- La valle dei pini (All My Children) – serial TV, 2 puntate (2010)
- Weeds – serie TV, episodio 6x13 (2010)
- Enlightened – serie TV, episodio 1x03 (2011)
- Mike & Molly – serie TV, episodio 2x20 (2012)
- Buona fortuna Charlie (Good Luck Charlie) – serie TV, episodio 3x17 (2012)
- Glee – serie TV, episodio 4x06 (2012)
- Mad Men – serie TV, episodio 6x08 (2013)
- Anger Management – serie TV, episodio 2x79 (2013)

## Doppiatrici italiane
Nelle versioni in italiano delle opere in cui ha recitato, Davenia McFadden è stata doppiata da:
- Stefania Romagnoli in The Shield, Effetti collaterali
- Ida Sansone ne Il mio nome è Remo Williams
- Paola Giannetti in Colpevole d'innocenza
- Elena Morara in CSI - Scena del crimine
- Patrizia Burul in Detective Monk
- Cristina Piras in Mad Men